# Bacia de Badwater
A Bacia de Badwater (em inglês:  Badwater Basin) é uma bacia endorreica no Parque Nacional do Vale da Morte, Vale da Morte, Condado de Inyo, Califórnia, conhecido como o ponto mais baixo da América do Norte, com uma profundidade de 86 m (280 pé) abaixo do nível do mar. O o Monte Whitney, o ponto mais alto da contíguos 48 Estados Unidos, localiza-se a apenas 136 quilômetros (85 mi) a noroeste.
O sítio em si consiste em uma pequena nascente de "água ruim" ao lado da estrada em uma depressão; o acumulado de sais do entorno da bacia a torna não potável, dando-lhe o nome. A bacia possui fauna e flora, incluindo salicornia, insetos aquáticos e o caracol de Badwater.
Ao lado da lagoa, onde a a água não está sempre presente na superfície, repetidos ciclos de congelamento e evaporação, gradualmente empurram a fina crosta de sal até formar figuras hexagonais em formato de favos de mel.
A lagoa é considerada o ponto mais baixo da bacia: o ponto mais baixo (que é apenas um pouco menor) está a vários quilómetros para o oeste e varia de posição, dependendo da precipitação e da evaporação. As salinas são perigosas para atravessar (em muitos casos apenas uma fina crosta branca sobre a lama), e portanto, o sinal de marcação do ponto mais baixo é na lagoa. A bacia foi considerada a menor elevação no Hemisfério Ocidental, até a descoberta da Laguna del carbon na Argentina com −344 pé (−105 m).

## Geografia

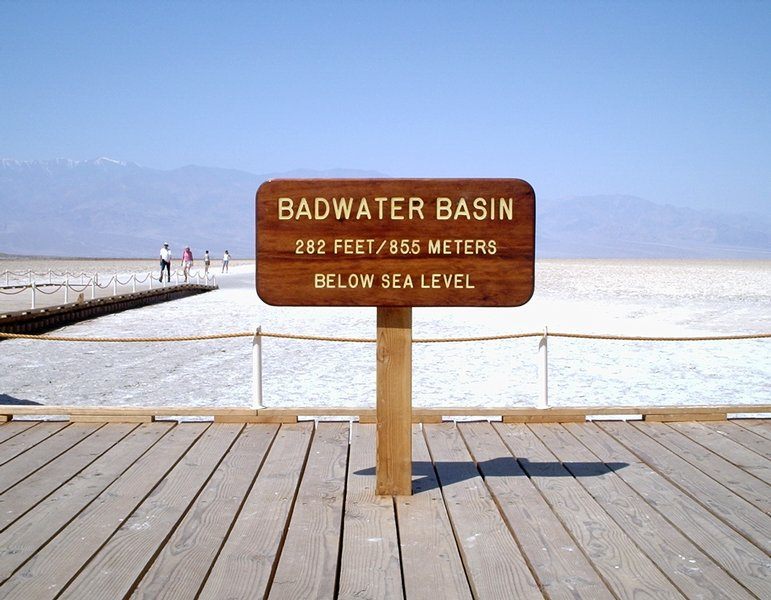
Sinalização da altitude da Bacia de Badwater.

Na Bacia de Badwater chuvas de inundam o fundo do vale, periodicamente, cobrindo a bacia de sal com uma fina camada de água parada. Os recém-formados lagos não duram muito tempo porque os 48 mm (1,9 pol) de precipitação média são oprimidos por uma taxa anual de evaporação de 3 800 mm (150 pol). Esta é o maior potencial de evaporação nos Estados Unidos, o que significa que um lago de 3,8 m (12 pé) lago pode secar em um único ano. Quando a bacia está inundada, alguns quantidade do sal que está dissolvido fica retido na lagoa quando a água evapora.
Um local popular para turistas é o sinal de marcação "nível do mar" na falésia acima da Bacia de Badwater.

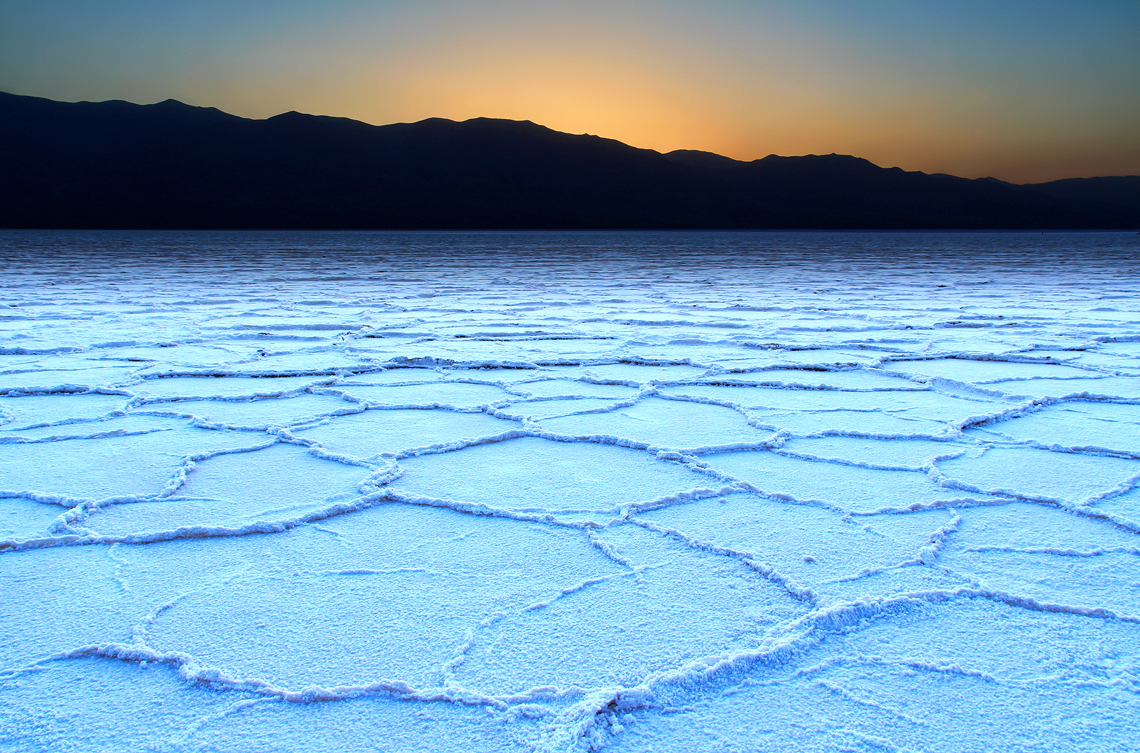
Crosta de formas hexagonais

## História
O atual melhor compreensão da área geológica da história é que toda a região entre o Rio Colorado, no leste, e Baixa Califórnia, no sudoeste (e que faz fronteira com várias montanhas ao redor, nos perímetros oeste, noroeste e norte) tem visto inúmeros ciclos, pelo menos desde o início do Pleistoceno (e talvez de até 3 Ma) de lagos pluviais de tamanho variável em um complexo ciclo, principalmente, ligada à mudança nos padrões de temperatura (em particular, glaciação durante as inúmeras e recente era glaciais), mas também são influenciadas pelo progressivo depósito de planícies aluviais e deltas pelo Rio Colorado (cf. Salton Sea), alternando com o periódico avanço de corpos de água e rearranjos devido à erosão e a proximidade da Falha de Santo André. Isso resultou em um elevado número de evaporação e a formação de lagoa endorreicos ao longo de todo o Período Quaternário na área, com um entrelaçado de história de vários corpos maiores de água incluindo menores durante o nível de água máxima e a subsequente divisão e desaparecimento dos mesmos durante a evaporação de parte dos ciclos. Embora estes ciclos são agora um pouco modificados pela presença humana, o seu legado persiste; apesar das aparências, muito pelo contrário, o Vale da Morte, na verdade, fica no topo de um dos maiores aquíferos do mundo.

Panorama da Bacia de Badwater.

Durante o Quaternário mais úmido abrange, córregos das montanhas próximas cheias do Vale da Morte, criando o Lago Viril, que, durante as suas maiores extensões foi de aproximadamente 130 km de comprimento e de até 180 m de profundidade. Numerosos ciclos de evaporação e uma falta de saída, provocou um aumento de hypersalinity, típico para corpos de água endorreicos. ao Longo do tempo, este hipersalinização, combinado com as chuvas esporádicas e ocasionais intrusão de aquíferos, resultou em períodos de lagoas salgadas na parte mais baixa do Vale da Morte. Sais (95% de sal de mesa – NaCl) começou a se cristalizar, o revestimento da superfície com a espessa crosta, variando de 8 a 52 cm (3 a 20 pol), agora observáveis no fundo da bacia.

## Leitura complementar
- João McKinney: Califórnia, do Deserto de Parques: Um Dia Caminhante Guia. Deserto de Imprensa de 2006, ISBN 0-89997-389-2, S. 54-55
- Não J. Easterbrook (Hrsg): Quaternário de Geologia dos Estados Unidos. Sociedade geológica da América, 2003, ISBN 94-592-0504-6, S. 63–64